# Aérodrome d'Islay
L'aérodrome d'Islay (code IATA : ILY • code OACI : EGPI) (aussi connu comme Glenegedale Airport) est situé au nord-ouest de Port Ellen sur l'île de Islay à Argyll and Bute, au large de la côte ouest de l'Écosse. C'est un petit village de l'aéroport détenues et entretenues par les Highlands et les Îles Aéroports Limitée. 

## Situation

### Carte des aéroports d'Écosse
| Aberdeen Barra Benbecula Campbeltown Colonsay Dundee Eday Édimbourg Fair Isle Foula Glasgow Glasgow-Prestwick Inverness Islay Kirkwall North Ronaldsay Oban Papa Westray Sanday Stornoway Stronsay Sumburgh Tingwall Tiree Westray Wick |

### Carte des aéroports des Hébrides intérieures
| Colonsay Tiree Oban Coll Islay Campbeltown |

## Compagnies aériennes et destinations
| Compagnies             | Destinations   |
| ---------------------- | -------------- |
| Hebridean Air Services | Colonsay, Oban |
| Loganair               | Glasgow        |

Édité le 22/02/2020  Actualisé le 26/03/2023

## Statistiques
Pour des raisons techniques, il est temporairement impossible d'afficher le graphique qui aurait dû être présenté ici.

Voir la requête brute et les sources sur Wikidata.